# Saphonecrus
Saphonecrus är ett släkte av steklar som beskrevs av Dalla Torre och Jean-Jacques Kieffer 1910. Saphonecrus ingår i familjen gallsteklar.
Släktet innehåller bara arten Saphonecrus connatus.